# Marie de Gournay
Marie de Gournay Le Jars (Paris, 6 de outubro de 1565 - 13 de julho de 1645) foi uma filósofa e escritora francesa, nascida em Paris, vinda de uma família de modestos fidalgos. Ela foi autodidata, aprendeu grego e latim comparando diferentes versões de textos clássicos. Seus textos tratam da luta pela igualdade entre homens e mulheres, tornando-a uma das primeiras filósofas à tratar do tema.
Uma amiga próxima e editora da Montaigne, Marie de Gournay Le Jars é mais conhecida por seus ensaios protofeministas em defesa da igualdade entre os sexos. Seu estilo de vida incomum como uma mulher solteira tentando ganhar a vida escrevendo combinava com seu argumento teórico sobre o direito de igualdade de acesso de mulheres e homens à educação e cargos públicos. O extenso corpus literário de Gournay aborda uma ampla variedade de questões filosóficas. Seus tratados de literatura defendem o valor estético e epistemológico da metáfora no discurso poético. Seus trabalhos em filosofia moral analisam as virtudes e vícios do cortesão, com particular atenção para o mal da calúnia. Seus escritos educacionais enfatizam a formação na virtude moral de acordo com a tradição renascentista da educação do príncipe. Sua crítica social ataca a corrupção na corte, no clero e na aristocracia da época. Em seus escritos sobre gênero, Gournay usa fontes clássicas, bíblicas e eclesiásticas para demonstrar a igualdade entre os sexos e promover os direitos das mulheres na escola e no local de trabalho. 

## Biografia
Nascida em 6 de outubro de 1565, Marie de Gournay Le Jars pertencia a uma pequena família aristocrática. Seu pai, Guillaume Le Jars, vinha de uma família nobre da região de Sancerre; sua mãe Jeanne de Hacqueville descendia de uma família de juristas. Seu avô materno e tio paterno se destacaram como escritores. Após seu nascimento, seu pai comprou a propriedade de Gournay-sur-Aronde; o nome da família agora incluía “de Gournay”. Após a morte de seu pai em 1578, Marie de Gournay  Le Jars se aposentou com sua mãe e irmãos para o castelo de Gournay. Leitora ávida, ela se deu uma educação própria, centrada nos clássicos e na literatura francesa. No final da adolescência, ela havia se tornado fluente em latim, aprendido pelo menos um pouco de grego e se tornado uma devota de Ronsard e dos poetas Pléaide. Filosoficamente, ela leu Plutarco e outros autores estóicos. Depois de descobrir os Ensaios de Montaigne, ela se tornou sua discípula entusiástica, com interesse especial nas vertentes mais estóicas de seu pensamento.
Em 1588, Gournay encontrou-se pessoalmente com Montaigne o encontro estabeleceria uma amizade para toda a vida. Pouco depois desse encontro, Gournay escreveu sua novela The Promenade of Monsieur de Montaigne, Concerning Love in the Work of Plutarch. À medida que a correspondência e as reuniões subsequentes aprofundavam sua associação, Montaigne se referia a Gournay como sua “filha adotiva” e cada vez mais compartilhava suas preocupações intelectuais com ela. Após a morte de sua mãe em 1591, Gournay se viu em uma situação financeira difícil. Em 1593, a viúva do recém-falecido Montaigne pediu a Gournay que editasse uma edição póstuma das obras de Montaigne. Depois de trabalhar por mais de um ano na propriedade de Montaigne na região de Bordeaux, Gournay produziu a nova edição das obras, completada por um longo prefácio de sua própria composição, em 1595. Mais tarde, Gournay produziria inúmeras edições novas e ampliadas de as obras de Montaigne.
Durante as décadas seguintes, Gournay levou uma existência precária nos salões e tribunais de Paris. Como uma mulher solteira tentando ganhar a vida escrevendo, traduzindo e editando, ela se tornou objeto de zombaria e também de fascínio no círculo literário da capital. Suas traduções do latim, especialmente de Virgílio, ganharam a reputação de erudita clássica. Frequentemente inspirados nos ensaios de Montaigne, seus tratados tomaram partido nas controvérsias da época. Ela elogiou a poesia mais antiga da Pléiade e condenou a poesia mais nova, mais neoclássica. Ela defendeu a centralidade do livre arbítrio contra os agostinianos que enfatizavam a predestinação. Ela defendeu um modelo humanístico de educação, com ênfase no domínio das línguas clássicas, contra modelos mais científicos. Seu trabalho como polêmica atingiu o apogeu em 1610, quando ela defendeu os impopulares jesuítas, a quem muitos panfletistas franceses culparam pelo assassinato do rei Henrique IV por um fanático religioso no mesmo ano.
Apesar de sua reputação controversa, Gournay tornou-se influente nos círculos judiciais. Ela assumiu atribuições de redação para a rainha Margot, Maria de Médici e Luís XIII. Em reconhecimento de sua habilidade literária, o Cardeal Richelieu concedeu-lhe uma pensão do Estado em 1634. Durante o mesmo período, ela ajudou na organização da nascente Académie Française. Católica comprometida e simpatizante do parti dévot antiprotestante, ela ainda mantinha ligações estreitas com membros mais libertinos dos salões parisienses, como Gabriel Naudé e François de La Mothe Le Vayer. Ela manteve correspondência com outras acadêmicas europeias, notadamente Anna Maria van Schurman e Bathsua Reginald Makin. Tendo experimentado o opróbrio como uma mulher de carreira devotada à escrita profissional, Gournay usou seus escritos para criticar a misoginia da sociedade literária parisiense. Seus tratados Igualdade entre homens e mulheres (1622) e Queixas de mulheres (1626) defendiam a igualdade entre os sexos e defendiam a igualdade de acesso de ambos os sexos à educação e aos cargos públicos. Em 1626, ela publicou uma coleção de seus escritos anteriores. Um sucesso financeiro e crítico, esta coleção de seus escritos foi posteriormente expandida e reimpressa por Gournay em 1634 e 1641. Ela morreu em 13 de julho de 1645.

## Trabalhos
As obras de Marie de Gournay Le Jars abrangem uma variedade de gêneros literários. Como tradutora, ela publicou versões em francês de Cícero, Ovídio, Tácito, Salusto e Virgílio. Sua tradução em vários volumes da Eneida foi a mais célebre de suas traduções dos clássicos latinos. Como romancista, ela escreveu The Promenade of Monsieur de Montaigne, Concerning Love in the Work of Plutarco. Escrito em 1588, este trabalho inicial já levanta as preocupações protofeministas de Gournay sobre as dificuldades vividas por mulheres que tentam ser as colegas intelectuais dos homens. Sua poesia, modelada a partir do verso ultrapassado de Ronsard, teve menos sucesso.
Suas sucessivas edições das obras de Montaigne, publicadas pela primeira vez em 1595, aumentaram a reputação de Montaigne entre a elite literária e filosófica da Europa. Seu prefácio repetidamente revisado para essas edições constituiu uma apologia para o valor filosófico e erudição dos ensaios de Montaigne. Como uma formidável ensaísta, Gournay se concentrou em várias questões: a natureza da literatura; educação do príncipe; a natureza da virtude e do vício; os defeitos morais da sociedade contemporânea. Especialmente controversos foram seus tratados em defesa da igualdade entre os sexos e o direito das mulheres de buscar uma educação humanística. Igualdade entre homens e mulheres, queixas de mulheres e desculpas para as mulheres que escrevem são ilustrativos desse gênero.
Em 1634, Gournay publicou uma coleção de seus escritos existentes, chamada A Sombra da Damoiselle de Gournay. Nos anos seguintes, ela revisou e expandiu esta edição de suas obras. Batizada de As Ofertas ou Presentes de Demoiselle de Gournay, a última coleção de suas obras foi publicada em 1641. Esta edição de suas obras tem mais de mil páginas impressas.

## Temas Filosóficos
Os tratados de Gournay estudam inúmeras questões filosóficas. Seus trabalhos sobre teoria literária defendem o valor do discurso figurativo, especialmente a metáfora, para comunicar verdades metafísicas complexas. Sua teoria moral reflete a ética do cortesão da Renascença. A honra pessoal é a virtude preeminente, e a calúnia o vício principal. Seu trabalho pioneiro sobre gênero insiste na igualdade dos sexos e no preconceito malicioso que tem impedido as mulheres de oportunidades educacionais e de trabalho. Especialmente ousada é sua crítica social. Numerosos ensaios condenam as instituições políticas e religiosas da França contemporânea por seus defeitos morais.

### Linguagem, literatura, estética
Uma prolífica poetisa e tradutora, Gournay dedica vários tratados a questões de linguagem e literatura. Contra o purismo neoclássico de certos críticos literários da época, Gournay defende o valor do neologismo e do discurso figurativo. Em particular, ela defende o valor estético e epistemológico da metáfora no discurso poético. A metáfora não agrada apenas aos sentidos do leitor; comunica certas verdades sobre Deus, a natureza e a alma humana que não podem ser expressas por meio de uma retórica mais concisa e abstrata. Defense of Poetry fornece sua análise mais extensa de inovação e comparação na expressão poética da verdade. Contra os críticos contemporâneos que tentam purificar a língua francesa através do aumento da ênfase nas regras da gramática e da retórica, Gournay argumenta que o discurso poético é inventivo por natureza. O uso de neologismos, analogias elaboradas e sinônimos coloridos constitui o ofício do poeta. “Cada artesão pratica seu ofício de acordo com o julgamento de sua mente. Somos artesãos em nossa própria língua. Em outras palavras, não devemos apenas trabalhar de acordo com o que recebemos e aprendemos; estamos ainda mais inclinados a moldá-lo, enriquecê-lo e construí-lo, a fim de adicionar riquezas a riquezas, belezas a belezas ”. Inovação vibrante, mais do que imitação, é o dever do poeta ao criar seu discurso. A retórica ricamente figurada defendida por Gournay contrasta com o discurso purificado e contido promovido pelo influente establishment literário neoclássico. A tentativa de purificar a linguagem de metáforas complexas leva apenas a um discurso viciado produzido por gramáticos, e não por poetas. “Também devemos rir do que acontece com esses estudiosos excessivamente refinados quando eles identificam alguma frase metafórica que apresenta excelência em sua construção, brilho ou poder requintado. Não apenas deixam de notar sua beleza ou valor; eles o denunciam e pregam que a contenção é mais preferível ”. O discurso pedante encorajado por tais críticas à metáfora rapidamente entorpece o leitor por sua aridez e falta de variação.
Não apenas a palavra despojada de metáfora pode entediar o leitor; falha em comunicar as verdades complexas que a poesia está destinada a expressar. A linguagem abstrata e purificada do estudioso é incapaz de expressar a crescente vida emocional e espiritual da pessoa humana. “[Essa abordagem purista] não pode perfurar até o osso, como é necessário para a imaginação se expressar adequadamente. Isso deve ser feito por um ataque vigoroso e poderoso…. A principal preocupação [dos puristas] é fugir não apenas das frequentes metáforas e provérbios que usamos anteriormente, mas também abandonar empréstimos de línguas estrangeiras, novos estilos expressivos de fala e a maior parte da dicção viva e expressões populares todos aqueles dispositivos que em todos os lugares reforce uma cláusula, tornando-a mais marcante, especialmente na poesia. ” A nova poesia pedante tende para o decorativo; a poesia autêntica, rica em seus recursos figurativos e retórica colorida, é a única capaz de expressar a vida que a grande poesia personifica. “Que outros procurem leite e mel, se é isso que eles querem. Procuramos o que se chama espírito e vida. Eu chamo isso de 'vida' com um bom motivo, uma vez que toda fala que carece deste raio celestial em sua composição - este raio de destreza poderosa, flexibilidade, agilidade, capacidade de voar - está morta. ”
Gournay invoca o filósofo Sêneca para apoiar sua tese de que a expressão poética autêntica da vida necessariamente emprega um discurso vívido e figurado. A grande poesia frequentemente desfruta do ar místico da revelação religiosa. “Sêneca, um filósofo, um grave estoico, nos ensina que a alma escapa de si mesma e voa para fora da humanidade para dar à luz algo elevado e extático muito acima de seus pares e acima da própria humanidade.” As restrições baseadas em regras do estabelecimento neoclássico, que se concentra na superfície ao invés da substância do discurso, ameaçam destruir a visão religiosa que é a fonte da inspiração poética. “A verdadeira poesia é um furor apolíneo. Eles [os críticos neoclássicos] querem que sejamos seus discípulos depois de termos sido os de Apolo. Em vez disso, eles querem que sejamos seus alunos, já que eles criam leis para nós a fim de que possamos criar outros. ” Para Gournay, sua batalha contra a estética neoclássica emergente na França não é uma simples questão de gosto nem de nostalgia pelo lirismo bordado da Pléiade; é um combate por uma poesia que pode expressar a riqueza da experiência de vida por meio do arsenal verbal de sinônimos, analogias e símiles. Apenas no discurso metafórico o autor pode expressar a complexidade da peregrinação da alma, bem como tocar os sentidos e a imaginação do leitor em potencial. 

### Filosofia moral
Em muitos tratados, Gournay apresenta sua filosofia moral. Centrada em questões de virtude e vício, a teoria moral de Gournay defende um código aristocrático de conduta vinculado à virtude da honra. Com reputação pessoal de bem supremo, a calúnia surge como o principal mal e a violência praticada em defesa da honra como dever moral.
Como outros autores neo-estóicos do período, Gournay admite que a natureza e a autenticidade da virtude são ilusórias. Mas, ao contrário de muitos de seus contemporâneos, ela não simplesmente descarta a virtude como uma máscara do vício do orgulho. Em Vicious Virtue, ela argumenta que a indefinição da virtude está ligada às motivações ocultas por trás de atos virtuosos. Embora se possa observar ações externas, não se pode observar os motivos ocultos que inspiram o agente moral a agir de maneira aparentemente virtuosa. “Não se pode remover da humanidade todas as ações virtuosas que ela pratica por causa da coerção, do interesse próprio, do acaso ou do acidente. Ainda mais graves são as virtudes externas que seguem alguma inclinação viciosa ... Eliminar todos esses atos virtuosos colocaria a raça humana mais perto da categoria de animais simples do que eu ousaria dizer. ” Muito, senão toda, a ação moral humana é motivada por fatores imorais ou amorais. A conduta virtuosa externa é causada mais por interesse pessoal ou acidente do que por intenção virtuosa consciente. Eliminar todas as ações morais inspiradas por motivos menos do que virtuosos é eliminar praticamente todas as ações morais deliberativas; a única atividade restante é comparável àquela manifestada por animais não racionais.
Apesar da fragilidade da virtude, Gournay identifica certas virtudes e vícios como centrais nos conflitos morais da época. A calúnia é um vício particularmente perigoso porque destrói a honra pessoal e a reputação social que Gournay considera um bem moral supremo. Sem dúvida, a experiência pessoal de Gournay de lutar contra as críticas lançadas contra ela e as fofocas do tribunal ajudaram a concentrar sua campanha contra a calúnia. Of Slander fornece uma análise detalhada das fofocas maliciosas que Gournay acreditava ser um dos principais males da época. Citando Aristóteles, Gournay afirma que a honra pessoal é o bem externo mais estimável da pessoa humana. “Todos os dias arriscamos muitos bens em prol da vida e arriscamos nossas vidas por uma homenagem. É por isso que Aristóteles o chama de o maior dos bens externos, assim como ele qualifica a vergonha como o maior dos males externos. Além disso, podemos negar que o amor à honra é necessário como autor poderoso e tutor da virtude? No mínimo, são nove décimos das dez partes que constituem a virtude. Isso ocorre porque poucas pessoas são capazes de morder direto essa fruta, que parece muito amarga sem essa isca.” Visto que a honra é tão central para o cultivo da virtude, a perda da reputação pessoal paralisa a busca do bem e constitui uma grave perda moral para o indivíduo assim afetado.

## Origem e carreira
Marie nasceu em 1565, em Paris. Ela estudou grego e latim, a partir de textos clássicos. Após a morte de seu pai, em 1577, ela morou em uma aldeia no norte de Paris, na Picardia, chamada Gournay-sur-Aronde, terras que seu pai adquiriu durante a vida. Seus estudos a levaram a conhecer Michel de Montaigne, em 1588, em Paris. Passaram um tempo juntos em Gournay e depois se comunicaram por cartas.
Depois da morte da mãe (1561), Marie vai viver em Paris, decidindo viver da sua escrita, o que na época, significava socialmente um tipo de mudança de gênero. Usando o apoio de Montaigne, ela publicou um conto e ficou declarada como a "filha adotiva" dele. Com a morte do filósofo, em 1592, Marie ficou encarregada da edição póstuma dos Ensaios. Ela denunciou já em seu prefácio (1595) que por ser mulher, o mundo das letras trataria aquela edição de um modo diferente do qual tratava uma publicada por um homem, havendo uma resistência daqueles que iriam ler a obra .
Marie ficou conhecida como editora de Montaigne, adquirindo boas companhias, incluindo a rainha Margarida de Valois, que lhe deu acesso à sua biblioteca e lhe deu uma pequena pensão. A filósofa escreveu sobre a educação das crianças, em 1608, em um artigo chamado Bienvenue à Monseigneur le Duc d'Anjou, que chamou a atenção dos intelectuais de Paris, e algumas eventuais composições para a Corte da França . Em 14 de maio de 1610, houve o assassinato do rei Henrique IV, e no mesmo ano Marie publicou sua "Defesa dos padres jesuítas", que faziam parte da Companhia de Jesus, conhecida por ser bastante favorável ao tiranicídio e que eram cogitados como suspeitos do assassinato do rei .
A partir disso, Marie começou a ser atacada e foi chamada como uma velha megera. Aqueles que eram seus adversários denunciaram a incursão de uma mulher no terreno político, utilizando-se como auxílio para seus argumentos o sexo dela e seus "defeitos" físicos, etc. Mas graças as suas boas companhias, Marie continuou a escrever e traduziu algumas obra como as Sallust, Ovídio,Virgílio e Tácito, escreveu alguns versos sobre sua gata Leonóre (que também era o nome da filha de Montaigne) e Joana D'Arc, adaptou Ronsard, escreveu sobre a instrução dos príncipes.
Em 1619, ela publicou uma tradução das Versões de algumas peças de Virgílio, Tácito, Sallust, com um prefácio em que ela se opunha as opiniões de François de Malherbe de que a língua francesa tinha que ser expurgada. Ela foi acusada de ser ridícula e em 1622, cansada de apenas se defender das acusações feitas a ela, publicou "A igualdade entre os homens e as mulheres" que ela dedicou à rainha Ana da Áustria . Em 1626, no seu romance A Caminhada de M. Montaigne, que trata do amor na obra de Plutarco, ela explorou o perigo que as mulheres enfrentam ao se tornarem dependentes dos homens. Uma coleção de suas obras foi publicada no mesmo ano chamada L'ombre de la damoiselle de Gournay. Ela ajudou a estabelecer a Academia Francesa e sua pequena pensão garantida pelo Cardeal Richelieu a possibilitou de publicar a edição de 1635 dos Ensaios de Montaigne.
Em 1641, ela publicou outra coleção sua intitulada Les Advis, ou les Presens de la demoiselle Gournay. Ela morreu em 1645, aos 79 anos, e está enterrada na igreja de Saint-Eustache, em Paris. Marie de Gournay é reconhecida como uma das primeiras mulheres na França a contribuir para a crítica literária e uma das primeiras a discutir forçosamente sobre a igualdade de homens e mulheres. Gournay era católica romana e era conhecida como uma das adversárias do movimento protestante nas guerras de religião francesa.

## Igualdade entre homens e mulheres
Marie deixa sua defesa da igualdade entre ambos os sexos logo nas primeiras frases do texto e critica aqueles que ao defenderem a causa das mulheres fazem com que elas sejam superiores aos homens, invertendo a visão comum de que os homens são superiores .
Seu pensamento se opõe completamente ao da época - de que mulheres estão destinadas apenas ao tear, por serem inferiores aos homens, não apenas em capacidade física, mas também em dignidade, capacidade intelectual e temperamento, e que elas, no máximo de sua capacidade, se pareceriam com um homem comum -, utilizando de argumentos de autoridade de homens prestigiados e da sagrada escritura para igualar mulheres aos homens.
Marie argumenta em favor da educação das mulheres, dizendo que se a mesma educação que é dada aos homens também fosse dada a elas, não haveria uma distância entre o entendimento de ambos, porque é só a carência dessa educação que as impedem de alcançar os mesmos lugares que os homens. Segundo Plutarco, elas têm as mesmas virtudes e inteligência que eles .
Ela também argumenta que a lei que impede mulheres de ascender ao trono francês só existe porque foi criada em tempos de guerra, em que as mulheres não batalhavam por serem as únicas capazes de gerar e cuidar das crianças e por esse fato biológico eram limitadas para guerrear em certos períodos da vida. E que se não fosse pelas regentes (rainhas-mães) que comandaram a França enquanto seus filhos não atingiam a maioridade, o país já teria sido arruinado .
A filósofa também apresenta nesse discurso exemplos tanto reais quanto mitológicos de que as mulheres tem capacidade igual  à dos homens para governar e que outros povos as prestigiam e buscam seus conselhos para saber o melhor a se fazer, fazendo a observação de que se os homens tiravam alguma vantagem sobre as mulheres era devido apenas pela desigualdade das forças corporais. E nem por essa desigualdade o homem poderia se considerar melhor porque se comparar isso, o próprio perderia para os animais .
De acordo com ela, seria demais admitir que além de força, o homem seria o único a ter também as outras virtudes, sendo então as mulheres completamente privadas de qualquer uma delas. Isso seria ignorar que ambos são humanos e não apenas o homem. Em seu argumento, Marie fala que Deus criou o ser humano macho e fêmea, contando os dois como um só, e que Ele lhes deu as mesmas honras . Ainda utilizando o argumento de Deus, ela ressalta que Deus repartiu os dons da profecia entre os sexos igualmente e também constituiu as mulheres como juízas, instrutoras e condutoras de seu povo, tanto em tempos de paz quanto de guerra . Marie encontra na Bíblia argumentos de que é dado as mulheres lugar de atuação igual aos dos homens, como Madalena podendo pregar por 30 anos mesmo isso não sendo permitido para as mulheres, porque era acreditado que devido a exposição clara e pública elas pudessem despertar as tentações, devido a sua própria natureza . Marie faz a suposição de que os homens proibiram as mulheres de fazer algumas coisas para manter a autoridade para eles, seja porque eram homens ou seja para manter a paz entre os dois sexos bem assegurada, por meio da fraqueza e da depreciação de um deles. Ela destaca três mulheres, duas bíblicas e uma histórica, por seus feitos ligados diretamente a fé católica: Madalena, Judite e Joana D'Arc.
Por fim, ainda utilizando de argumentos com caráter religioso, a filósofa diz que os homens não devem tomar como privilégio o marido ser chefe da mulher, depois de todos os argumentos anteriores ele ainda se achar superior, pois estaria cometendo uma blasfêmia por se achar mais importante que todas as coisas de tal forma. Essa Escritura, diz ela, só é de tal maneira por causa da força física do homem, que admite a submissão da mulher, para manter a paz no casamento, e isso também representaria uma aceitação da mulher apenas para a proteção estar assegurada.